# Нузальская часовня
Нуза́льская часо́вня (осет. Нузалы аргъуан) — памятник истории и архитектуры федерального значения. Находится в Алагирском ущелье, в осетинском селении Нузал, расположенном в небольшой горной котловине на высоте 1160 м над уровнем моря. Как и святилище Реком, Нузальская часовня среди древностей Северной Осетии занимает особое место, которое в данном случае объясняется не исходным материалом постройки и архитектурными достоинствами, а прежде всего замечательными фресковыми росписями, редкими для Северного Кавказа.

## История
В западной части села стоит маленькая часовня, которая красиво вписывается в окружающий горный пейзаж. Это главная достопримечательность Нузала. Научные споры по поводу церкви не утихают с давних пор. Неизвестно точно, в каком веке ее возвели. Святыню датируют V, XII и XIII веками. Когда человек входит внутрь церкви, он попадает в атмосферу христианского мира. Взору открываются прекрасные фрески, уже затронутые временем. В настоящее время в церкви сохранились фрески: «Георгия Победоносец», «Святой Евстафий» и портреты пяти представителей сильных родов Алагирского ущелья. Копия последней фрески экспонируется в Республиканском музее краеведения в г. Владикавказе. Церковь делится на верхний и нижний регистр. Над самым входом изображен расцветающий крест, а на противоположной стене помещено изображение Христа. Росписи стен Нузальской церкви обнаруживает влияние грузинской культуры. Об этом говорят как одежды некоторых святых, так и подписи под ними. Одновременно, в других костюмах прослеживаются некоторые детали местной одежды. Это говорит о том, что «в Осетии в XI—XIII вв. имелись, по-видимому, свои художники, получившие художественное образование в Грузии. В своих работах они, с одной стороны были связаны с традициями грузинской живописи, с другой-прислушивались к запросам местной осетинской культурной среды…»[кто?] В стилистических особенностях фресок Нузальской церкви наблюдается влияние и искусства древней Руси XII века. Об этом свидетельствует общность приемов расцветки и линий коня св. Георгия в одной из фресок Нузальской церкви и фресок этого же сюжета в древнем храме старой Ладоги. Часовня сложена из неотесанных каменных плит на известковом растворе. Стены строения переходят в свод.
Своей формой, конструкцией, фресковой живописью Нузальская церковь свидетельствует о двух этапах своего существования-сначала в виде обычного родового заппадза (склепа). Затем, после перестройки, в виде христианской часовни-усыпальницы, родового склепа. Доказательством того, что часовня существовала первоначально в качестве языческого заппадза, служит ориентировка здания с северо-запада на юго-восток, а не с запада на восток, как это принято (однако, бывают и храмы направленные с севера на юг) для христианской церкви. В результате перестройки заппадза в часовню в западной ее стене появился дверной проем, а в северной, южной и восточной-по одному щелевидному окну.
Под полом часовни обнаружено военное захоронение (предположительно Ос-Багатара), исследованное археологом Евгенией Пчелиной в 1946 году. На стене Нузальской часовни была пространная эпитафия на грузинском языке, упоминавшая среди прочего добычу серебра и золота в Алагирском ущелье («Руды золота и серебра имею в таком обилии, как вода»), впрочем, датируемая некоторыми исследователями XVIII веком. Надпись утрачена (уничтожена) в конце XIX века, но известна по двум достоверным спискам (один из них сделан в XVIII веке историком Вахушти Багратиони).

## Галерея

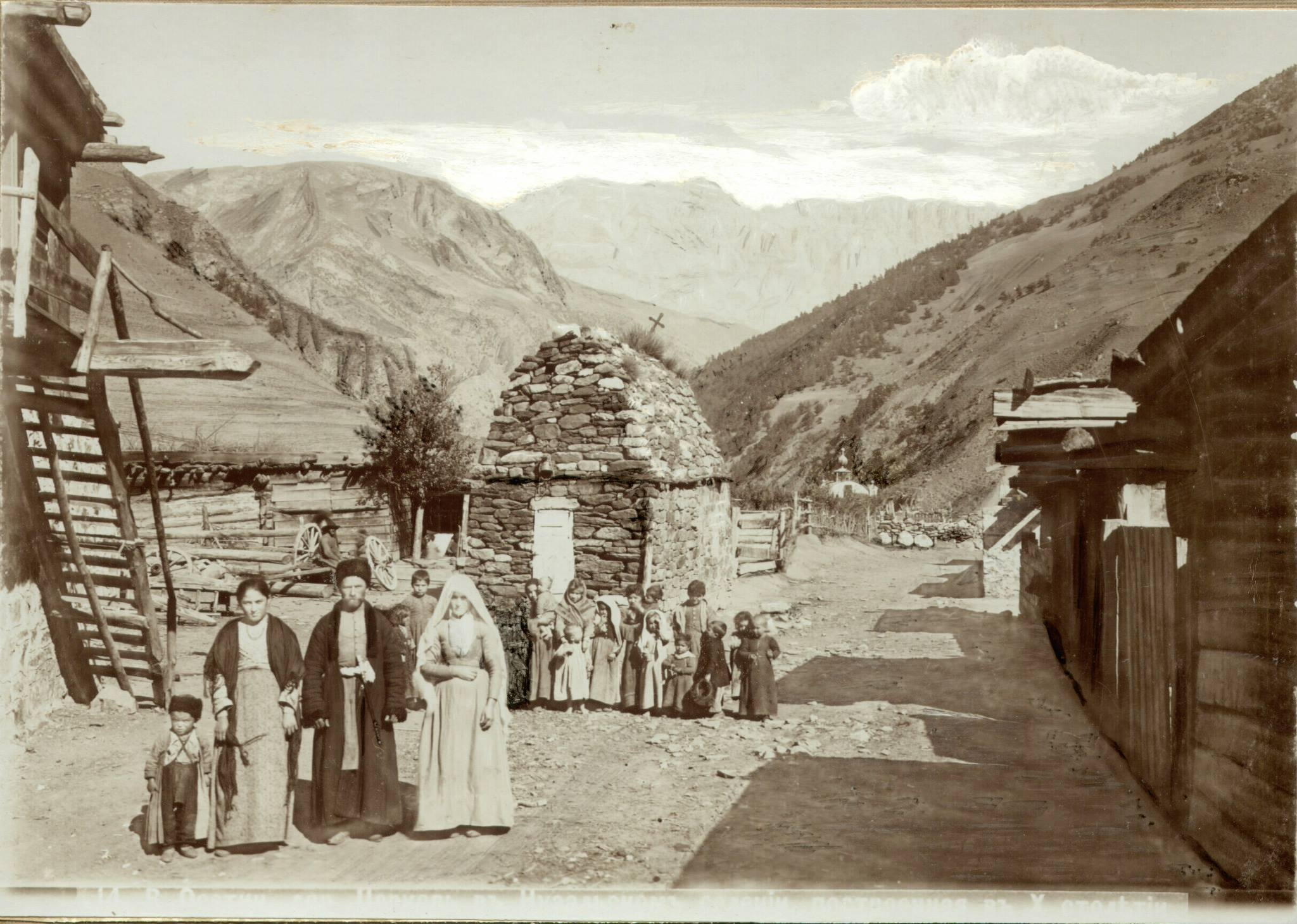
Раев Г. И. — Церковь в Нузальском селении